# ماري أميرة باتنبرغ
ماري كارولين أميرة باتنبرغ وبالألمانية Prinzessin Marie Karoline von Battenberg، ولدت في 15 فبراير 1852 وتوفيت 20 يونيو 1923 عن عمر يناهز الواحد والسبعين. وبعد الزواج لقبت بأميرة إيرباخ شونبرغ. عملت ككاتبة ومترجمة.